# Sebebim
Sebebim (türk. für: „Mein Grund“) ist das Debütalbum der türkischen Popsängerin Demet Akalın. Es wurde unter dem Label Elenor Müzik produziert und am 13. September 1996 veröffentlicht.

## Inhalt
Die einzelnen Lieder des Albums beinhalten verschiedene Themen wie Liebe, Gefühle, Beziehung und Trennung. Für die Entstehung des Musikalbums arbeitete Akalın mit einer Vielzahl türkischer Musikproduzenten und Songwritern zusammen; darunter Seda Akay, Niran Ünsal, Naşide Göktürk und Metin Özülkü.
Sebebim ist ein vollständiges Singlelalbum; es enthält keinerlei Gastbeiträge anderer Künstler.

## Titelliste
| #   | Titel           | Songschreiber  | Produzent      | Länge |
| --- | --------------- | -------------- | -------------- | ----- |
| 1.  | Sebebim         | Seda Akay      | Tarık Sezer    | 4:46  |
| 2.  | Dost Kalamam    | Hakkı Yalçın   | Metin Özülkü   | 3:36  |
| 3.  | Sakın Vazgeçme  | Murat Yerinli  | Tarık Sezer    | 3:33  |
| 4.  | Düğüm           | Naşide Göktürk | Tarık Sezer    | 4:44  |
| 5.  | Asla Affedilmez | Tolga Turan    | Tarık Sezer    | 4:50  |
| 6.  | Kör Olası       | Özlem Ekşioğlu | Tarık Sezer    | 4:42  |
| 7.  | Özür Dilerim    | Metin Özülkü   | Metin Özülkü   | 3:51  |
| 8.  | Avut Beni       | Ayhan Çakar    | Tarık Sezer    | 3:54  |
| 9.  | Kanayaklı       | Özlem Ekşioğlu | Tarık Sezer    | 5:07  |
| 10. | Zor Sevda       | Seda Akay      | Selim Çaldıran | 3:52  |

## Verkäufe
| Land   | Verkäufe  |
| ------ | --------- |
| Türkei | - 110.000 |

## Mitwirkende
Folgende Personen trugen zur Entstehung des Albums Sebebim bei.

### Produktion
- Ausführende Produzenten: Muhteşem Candan & Atilla Alpsakarya
- Produktion: Elenor Müzik

### Visuelles
- Fotografie: Erol Atar, FRS Matbaacılık
- Styling: Neriman Kardeş, Diba, Mahmut Ebil
- Design: FSR Grafik Servisleri Lüftü Çolak